# Gears 5
Gears 5 è un videogioco sparatutto in terza persona sviluppato da The Coalition e pubblicato da Xbox Game Studios per Microsoft Windows, Xbox One e Xbox Series X/S. È il secondo capitolo della nuova trilogia di Gears of War annunciato durante l'E3 2018 di Los Angeles previsto provvisoriamente per un generico 2019. Durante la conferenza E3 2019 è stata confermata la sua data di uscita in tutto il mondo per il 10 settembre, ma i possessori del Game Pass e della Ultimate Edition hanno potuto accedervi già dal 5 settembre in Europa e dal 6 settembre in Nord America. Il gioco fa parte del programma Xbox Play Anywhere e alla sua uscita è stato reso disponibile gratuitamente nel Game Pass.

## Trama
La storia di Gears 5 prosegue quella del precedente capitolo e si focalizzerà su Kait Diaz, una COG che si ritrova a dover disubbidire a degli ordini diretti per cercare di bloccare la minaccia e scoprire il mistero che lega i suoi incubi allo Sciame. Nel gioco rivedremo anche Marcus Fenix, JD Fenix e Delmont Walker

### Campagna
Un paio di mesi più tardi gli eventi di Gears of War 4, JD, Del e Marcus tornano nei COG insieme a Kait. La nuova Squadra Delta viaggia verso le rovine di Azura sotto ordine di Baird per attivare un satellite del Martello dell'Alba e rimettere in funzione la rete dei Martelli. Dopo aver completato la missione, la squadra torna a Nuova Ephyra, la capitale dei COG, dove Baird informa il team che non è ancora in grado di rintracciare gli altri satelliti. Nel frattempo il Primo Ministro Jinn viene a sapere che l'Insediamento 2 è sotto attacco a causa dello Sciame e manda la Squadra Delta ad aiutare i civili per l'evacuazione. Durante gli scontri in città si viene a sapere che JD e una loro vecchia conoscenza, il primo tenente Fahz Chutani erano stati inviati dai COG per sedare una rivolta poi finita nel sangue con alcune perdite civili. Tutto ciò convinse JD e Del a lasciare l'esercito e ad unirsi agli Estranei, inoltre si viene a sapere che è stato proprio JD a dare l'ordine di aprire il fuoco contro i civili e questo causa in Del e Kait disgusto nei confronti di JD per il comportamento assunto durante la sommossa. Ciò nonostante la missione sembra essere compiuta ma il convoglio dei civili viene minacciato da tre Swarmak, allora JD ordina a Baird di usarlo come bersaglio per il Martello dell'Alba, con disappunto Baird usa il Martello dell'Alba e i tre mostri vengono uccisi ma improvvisamente il segnale del Martello viene perso e comincia a sparare selvaggiamente senza un bersaglio preciso e in questo modo ferisce gravemente JD e un convoglio viene distrutto.
Quattro mesi dopo, Kait e Del si dirigono verso un villaggio degli Estranei situato nello scheletro del Riftworm per cercare di convicerli ad unirsi ai COG. Il capo del villaggio, Oscar lo zio di Kait, rifiuta ma improvvisamente vengono attaccati dallo Sciame. Durante la fuga Kait riesce ad arrivare al portone di uscita ma viene colpita alla spalla da uno Snatcher il quale la cattura e scappa. All'interno dell'essere, Kait ha delle visioni dove controlla involontariamente le forze dello Sciame. Marcus la libera, Kait non riesce a prevenire la morte di suo zio a cui ha assistito nelle visioni e scoppia a piangere per la perdita, nel frattempo sopraggiungono i rinforzi COG. Mentre JD e Del stanno avendo un litigio, Kait afferma di non voler tornare alla base con JD e rivela a tutti i presenti le sue visioni, a questo punto Marcus le consiglia di dirigersi a Nuova Speranza, un vecchio laboratorio poco più a Nord della loro posizione ormai abbandonato da tempo, dove secondo lui riuscirà a trovare le risposte che cerca, Marcus si offre di accompagnarla ma Del lo convince a tornare a Nuova Ephyra poiché Jinn si accorgerebbe della sua assenza. Al laboratorio Del e Kait trovano degli indizi che li conducono al Monte Kadar, dove si trova una vecchia roccaforte delle Locuste.
Il duo raggiunge un altro misterioso laboratorio COG antecedente alla Guerra delle Locuste nascosto sotto il Monte Kadar. Lì, trovano quel che ne rimane dello scienziato Niles Samson, il quale trasferì la sua mente su un computer. L'IA spiega a loro che le Locuste erano il risultato dell'unione tra il DNA dei bambini infetti dall'Imulsion e del DNA delle creature del Vuoto. Rivela anche che la regina Myrrah era anch'essa un'umana infetta, ma al contrario degli altri bambini, lei ne era immune ed era in grado di controllare le Locuste grazie alla sua genetica che veniva utilizzata per creare le Locuste. Tuttavia, quando Myrrah scoprì che sua figlia Reyna, la madre di Kait, venne portata via da suo padre, scatenò una rivolta contro gli scienziati. Kait intuendo di essere la prossima regina, chiede a Niles di essere separata dalla mente alveare dello sciame. Allora il costrutto mette Kait in una speciale macchina collegata ad una berserker dormiente denominata Matriarca, l'operazione ha successo ma viene intenzionalmente rianimata sia Reyna sia la Matriarca poiché queste erano le vere intenzioni dello scienziato. Inizia così un inseguimento per cercare di avere delle risposte da parte di Niles, tuttavia il piano fallisce poiché durante l'inseguimento la Matriarca prende il costrutto e lo spezza in due. Comincia così uno scontro tra la Matriarca e il duo, quest'ultimi ne escono vittoriosi ed escono dalla struttura. Kait inoltre afferma la necessità dei COG di riattivare i Martelli.
Poche settimane dopo, Baird porta il duo a Vasgar, qui si trovava il programma di lancio spaziale segreto dell'UIR (Unione delle Repubbliche Indipendenti). Alla base incontrano l'amico e ex compagno di squadra di Baird, Garron Paduk, ex maggiore dell'UIR. Egli rivela che l'UIR possedeva un razzo carico di satelliti del Martello dell'Alba pronto al lancio. Il duo si amplia con l'arrivo di Fahz e di JD venuti per aiutarli nella missione, JD intanto fa pace con Kait e Del e si scusa per il litigio con quest'ultimo al villaggio. La squadra dopo una serie di missioni riesce ad entrare in possesso dei radiofari di puntamento e ad assemblare il razzo. Prima di poterlo lanciare la squadra incontra il Kraken, una creatura gigantesca che trattiene il razzo e che dopo un intenso combattimento lascia andare la presa. Il gruppo dopo aver sconfitto la creatura comincia a scappare poiché tutta la struttura sta cadendo a pezzi e sono costretti a saltare sull'elicottero di Paduk che intanto era stato avvisato di venirli a prelevare.
Appena atterrati a Nuova Ephyra, Jinn tenta di arrestare Kait, con l'intenzione di collegarla con la forza alla mente alveare per trovare l'alveare madre dello Sciame e poterlo distruggere, tuttavia sia la Squadra Delta sia Kait si oppongono all'idea. La discussione viene interrotta da un allarme che avverte la presenza dello Sciame fuori dalle mura di Nuova Ephyra. Kait dopo aver piazzato il suo radiofaro, riceve una richiesta di aiuto di Paduk, il quale afferma di essere circondato dai nemici e che il suo radiofaro è rimasto bloccato tra i detriti del King Raven. Kait, JD e Del si precipitano alla Tomba del Milite Ignoto, luogo indicato per il posizionamento del radiofaro di Paduk, insieme riescono a respingere le orde dello Sciame. I Gears tentano di impostare i radiofari di puntamento e per un attimo con i Martelli dell'Alba attivi la situazione sembra essere sotto controllo, tuttavia compare di nuovo il Kraken che distrugge uno ad uno tutti i radiofari compreso quello di Paduk. All'improvviso appare per la prima volta la regina Reyna, la quale riesce ad intrappolare Kait e dopo un breve combattimento anche Del e JD.
A questo punto il giocatore dovrà fare una scelta, ossia:
Salvare JD o Salvare Del.
(Chiunque venga salvato l'altro morirà per mano della regina, ad ogni modo il finale non cambierà).
Scelto il compagno da salvare Kait e il compagno salvato si ritirano insieme al resto della squadra fino alle porte di Nuova Ephyra e dopo una lunga resistenza contro le truppe dello Sciame e il Kraken vengono infine soverchiati e messi con le spalle al muro. Tutto sembra perduto ma Jack, il droide della squadra, si sacrifica entrando nella bocca del Kraken e facendosi usare come bersaglio per i Martelli dell'Alba, a questo punto si fa sparare addosso e il mostro muore esplodendo.
Nella scena finale Marcus avverte Kait dicendo che Reyna ritornerà, Kait risponde che loro la troveranno per prima, poi stacca la collana delle Locuste di sua madre come segno di sfida. 

## Modalità di gioco
The Coalition cerca di rinfrescare il franchise, proponendo nel gioco un gameplay più aperto con elementi open world, e delle location molto varie ricche di bellezze naturali ed architettoniche. Gears 5 disporrà, come ogni capitolo della serie, delle modalità  storia e multiplayer (incluso il crossplay tra Xbox One e PC), entrambi giocabili anche in cooperativa online o a schermo condiviso. Il gioco potrà essere godibile su Xbox One, oltre che con gamepad, anche con mouse e tastiera.

### Campagna
In questa modalità giocheremo alla storia di Gears 5, che segue quella di Gears of War 4. In giocatore singolo si controllerà come personaggio principale prima JD e poi Kait. La campagna è giocabile anche in modalità cooperativa a 3 giocatori online, schermo diviso per 3 giocatori o una combinazione di entrambi. Nella modalità cooperativa per 3 giocatori, due giocatori controlleranno personaggi umani con il terzo come Jack. Nella modalità cooperativa per 2 giocatori, un giocatore giocherà come protagonista. Il secondo giocatore può scegliere di essere un personaggio umano o Jack.

### Versus
Modalità online in cui si combatterà contro altri giocatori del Mondo. Prevede partite dove si affronteranno due squadre, una del COG e una dello Sciame, ciascuna composta da 5 giocatori. Rispetto a Gears of War 4, The Coalition ha voluto eliminare i Gears Pack e il Season Pass favorendo l'aggiunta delle mappe multigiocatore in maniera totalmente gratuita e l'introduzione del Tour of Duty. Quest'ultimo è un nuovo sistema in cui verranno stabilite delle sfide giornaliere e stagionali al giocatore. Completandole potrà ricevere una serie di personalizzazioni per i personaggi e le armi. Non mancheranno comunque premi ottenibili nel trascorrere del tempo nelle modalità multiplayer, e le microtransazioni che riguarderanno solo contenuti estetici e qualche potenziamento acquistabili tramite una valuta chiamata Ferro. Invece Alleati di Gears è un nuovo sistema che riconosce la storia e i legami tra il giocatore e i suoi amici di Gears 5. Giocando insieme si guadagnerà Onore e si salirà di livello ricevendo esperienza bonus alla fine di ogni partita.

### Orda
Modalità cooperativa di sopravvivenza dove 5 giocatori dovranno combattere per la sopravvivenza contro 50 ondate dell'Orda. Ogni giocatore potrà scegliere un personaggio eroico con la sua abilità ultimate. Il lavoro di squadra sarà fondamentale e si dovrà esplorare la mappa di gioco, mettere in sicurezza il fabbricatore, costruire fortificazioni e usare tutte le proprie abilità uccidendo tutto quel che si muove.
Nel mese di marzo del 2020, è stata introdotta una variante di tale modalità chiamata Orda Furiosa. Costituita di sole 12 ondate, essa garantirà sessioni di gioco più veloci e frenetiche, ma con nemici più numerosi e aggressivi.

### Fuga
Modalità di gioco cooperativa a tre giocatori basata sulla sopravvivenza in cui si dovrà infiltrarsi in un Alveare dello Sciame, piazzare una bomba e scappare nel minor tempo possibile. Prima della partita il giocatore dovrà scegliere il proprio Hivebuster, ciascuno dotato con equipaggiamento, abilità e armi uniche. Per questa modalità è a disposizione una "Creazione Mappe" dove si potranno costruire i propri Alveari, per poi condividerli e giocarli con gli amici e tutta la community.

## Personaggi e doppiatori
| Personaggio              | Doppiatore originale | Doppiatore italiano |
| ------------------------ | -------------------- | ------------------- |
| Kait Diaz                | Laura Bailey         | Katia Sorrentino    |
| JD Fenix                 | Liam McIntyre        | Ruggero Andreozzi   |
| Marcus Fenix             | John DiMaggio        | Stefano Albertini   |
| Del Walker               | Eugene Byrd          | Luca Ghignone       |
| Oscar Diaz               | Jimmy Smits          | Oliviero Corbetta   |
| Primo ministro Jinn      | Angel Desai          | Debora Magnaghi     |
| Regina Myrrah            | Carolyn Seymour      | Elisabetta Cesone   |
| Garron Padduk            | Chris Cox            | Ivo De Palma        |
| Jeremiah Keegan          | Dave Feenoy          | Renzo Ferrini       |
| Regina Reyna             | Justina Machado      | Cinzia Massironi    |
| Augustus Cole            | Lester Speight       | Fabrizio Odetto     |
| Damon Baird              | Fred Tatasciore      | Oliviero Cappellini |
| RAAM                     | Dee Bradley Baker    | Riccardo Rovatti    |
| Clayton Carmine          | Michael J. Goug      | Alessandro Lussiana |
| Lizzie Carmine           | Sarah Elmaleh        | Alice Bertocchi     |
| Fhaz Chutuani            | Rahul Kohli          | Roberto Palermo     |
| Lahni Kaliso             | Sumalee Montano      | Jolanda Granato     |
| Leslie "Mac" Macallister | Trevor Devall        |                     |
| Sarah Connor             | Linda Hamilton       |                     |
| Dave Bautista            | Dave Bautista        |                     |

## Sviluppo

### Grafica
Grazie all'impegno del team e all'ottimo lavoro svolto nell'ottimizzazione del motore grafico Unreal Engine 4.0 su Xbox One X, Rod Fergusson rivela che gli sviluppatori puntano a far girare il gioco sulla nuova console a 4K e 60 fps in tutte le modalità. Questo renderà il gameplay più fluido e l'esperienza visiva uno spettacolo per gli occhi. Il team, come gli scorsi anni, è sempre stato attento al comparto tecnico anche su Xbox One e Xbox One S garantendo una presentazione grafica veramente eccezionale a 1080p e 30fps per il singleplayer e orda a 1080p e 60fps nel multiplayer. Il colpo d'occhio è veramente eccezionale per essere su console standard con un livello di dettaglio maniacale.
In contemporanea con l'uscita sul mercato della Xbox Series X, è stato rilasciato un potenziamento grafico che avvicina il gioco alle prestazioni di un PC con settaggi Ultra.

### Cambio di nome
Rod Fergusson e Aaron Greenberg hanno spiegato il motivo per il quale gli sviluppatori hanno deciso di togliere il suffisso "of War". Semplicemente perché da anni tutti usano dire "Gears" per riferirsi informalmente ai titoli della serie e quindi questo termine, ormai diffuso, è diventato ufficiale. Il nome del franchise rimarrà comunque "Gears of War", ma i titoli legati ad esso saranno chiamati solo "Gears".

## Accoglienza
Il gioco ha ricevuto recensioni favorevoli.
I punteggi su Metacritic sono di 84/100 per Xbox One e di 81/100 per PC. Del gioco sono stati lodati: l'impressionante comparto grafico capace di girare su Xbox One X a 60fps in 4K; il sonoro di ottima qualità; il gameplay arricchito con elementi RPG per potenziare Jack, meccaniche stealth e ambienti più vasti da esplorare con missioni secondarie. Tutto questo senza snaturare le meccaniche tradizionali da TPS della serie; la campagna mastodontica con una narrativa incalzante e ricca di colpi di scena; il comparto multiplayer ancora più ricco di contenuti tra Versus, Orda e Fuga.
Come critiche sono state citate l'IA alleata ballerina, alcune sbavature tecniche e la scrittura narrativa degli ultimi due atti che poteva essere realizzata meglio.
Gears 5 è stato premiato come il miglior titolo in circolazione in termini di accessibilità da CanIPlayThat.com, che giudica i videogiochi sulla base della loro accessibilità per i non udenti. Il gioco ha ottenuto il perfect score per la qualità dei suoi sottotitoli come la rappresentazione visiva dei dialoghi, le indicazioni visive presenti su schermo, la rappresentazione visiva del suono, la vibrazione del controller e le comunicazioni rivolte al giocatore nel corso della partita.
Microsoft ha annunciato che Gears 5 ha avuto un'accoglienza eccezionale da parte del pubblico, diventando il titolo di Xbox Game Studios col miglior lancio di questa generazione. Nella stessa settimana di lancio è stato giocato da più di 3 milioni di giocatori, il doppio rispetto a Gears of War 4,conquistando il primo posto nella classifica dei titoli più giocati su Xbox One e spodestando persino Fortnite, titolo di Epic Games imbattuto da ben più di un anno dalla sua uscita.
Lista dei siti più importanti coi rispettivi voti assegnati al gioco:
- God is a Geek: 10/10
- Star News: 5/5
- TheXboxHub: 5/5
- VGC: 5/5
- Game Rant: 5/5
- Heavy: 9,5/10
- Gamesurf: 9,5/10
- Mondoxbox: 9,5/10
- Game-eXperience.it 9,5/10
- Hobby Consolas: 95/100
- Windows Central: 4,5/5
- GamesVillage: 9,3/10
- Game Division: 9,2/10
- Multiplayer.it: 9,2/10
- Spaziogames: 9,1/10
- Eurogamer.it: 9/10
- Everyeye: 8,7/10
- IGN: 8,7/10
- Game Informer: 8,5/10
- Gamespot: 7/10

## DLC

### Hivebusters (DLC Single Player)
Hivebusters è un'espansione contenente una nuova storia, con ambientazione inedita per la serie di Gears of War, pubblicata il 15 dicembre 2020. E' un prequel diretto della serie di fumetti di Gears of War: Hivebusters e presenta i membri della squadra Scorpio, giocabili nella modalità multiplayer Escape e Versus: Lahni Kaliso, Jeremiah Keegan e Leslie "Mac" Macallister. I tre personaggi intraprendono la loro prima missione come membri del programma Hivebuster sulle isole vulcaniche Galangi. I personaggi che  supporteranno la squadra sono: Victor Hoffman, ex colonnello ed eroe di guerra; Hana Cole, scienziata e figlia di Augustus Cole "Train"; Jasi Tak, esperto pilota del King Raven che trasporta la squadra Scorpio e gli presta soccorso nelle situazioni più difficoltose. La campagna sarà giocabile in singolo e in cooperativa fino a 3 tre giocatori.